# 拉萨翠雀花
拉萨翠雀花（学名：Delphinium gyalanum）是毛茛科翠雀属的植物，是中国的特有植物。分布于中国大陆的西藏等地，生长于海拔3,000米至4,500米的地区，多生长于山地草坡以及灌丛中，目前尚未由人工引种栽培。